# Новатор (Росія)
Нова́тор (рос. Новатор) — селище у складі Великоустюзького району Вологодської області, Росія. Адміністративний центр Самотовінського сільського поселення.

## Населення
Населення — 2531 особа (2010; 2767 у 2002).
Національний склад (станом на 2002 рік):
- росіяни — 99 %